# Zonocopris gibbicollis
Zonocopris gibbicollis är en skalbaggsart som beskrevs av Edgar von Harold 1868. Zonocopris gibbicollis ingår i släktet Zonocopris och familjen bladhorningar. Inga underarter finns listade i Catalogue of Life.